# Кам'яниця-Підзамок
Кам'яниця-Підза́мок — пасажирський залізничний зупинний пункт Ужгородської дирекції Львівської залізниці.
Розташований на півдні села Кам'яниця, Ужгородський район Закарпатської області на лінії Самбір — Чоп між станціями Кам'яниця (1 км) та Доманинці (7 км).
Станом на серпень 2019 року щодня чотири пари електропотягів прямують за напрямком Сянки — Мукачево.